# Edesszai Theophilosz
Theophilosz (Θεόφιλος ὁ Ἐδεσσαῖος: arabul ثيوفيل بن ثوما Szíjúfíl ibn Szúma, gyakran helytelenül mint نوفيل Núfíl; Edessza, 695 – Bagdad, 785. július 16.) szír keresztény asztrológus, fordító, al-Mahdi abbászida kalifa tanácsadója.

## Élete
Theophilosz 695-ben született Edesszában. Szülővárosában és Harránban a görög irodalmat, filozófiát és természettudományt hallgatott. Szír nyelvre fordította Homérosz eposzait, Arisztotelész Szofisztikus cáfolatok és Galénosz De methodo medendi című munkáit. 750 januárjában – talán II. Marván szolgálatában – részt vett a Nagy-Záb mellett vívott csatában, győzelmük után pedig haláláig az Abbászidákat szolgálta.
Udvari asztrológusként korának számos tudósával állt kapcsolatban, akik között megtalálható Sztephanosz filozófus, Másáalláh és Omar at-Tabari. Miután perzsa nyelven is megtanult, eredetiben vagy fordításban tanulmányozhatta a perzsa és indiai asztrológiai műveket is.

## Művei
Az al-Mahdi szolgálatában eltöltött időben, a 760-as évek elejétől kezdve írta fiához, Deukaliónhoz címzett görög nyelvű asztrológiai értekezéseit, amelyek közül négy maradt fenn, a többi – legfőképpen egy születési asztrológiai munka – csak töredékesen, Másáalláh, Szahl ibn Bisr, al-Kaszráni és ar-Ridzsál műveiből ismert.
- Ponoi peri katarkhón polemikón (Erőfeszítések katonai kezdeményekben) Ez a 24 fejezetből álló mű a hadászati asztrológia egyik fő forrása, amelyhez forrásul főként szidóni Dórotheosz ötödik könyvét és Varáhamihira Brihadjátrá című művét használta fel. A 770-es években egy 42 fejezetből álló második kiadást is készített, amelyben Rhétorioszon keresztül laodikeiai Iulianosz hadászati asztrológiai munkájából is merített.
- Episzünagógé peri koszmikón katarkhón (Egyetemes kezdemények gyűjteménye) Címével ellentétben ez egy történeti asztrológiai munka, amelyben Dórotheoszt és Vettius Valenst idézi. Bagdad alapítása, 762. július 30-a után keletkezett.
- Peri katarkhón diaphorón (Különféle kezdemények) Ezen 765 körül íródott mű témája a kezdeményező asztrológia, amelyet a 12 asztrológiai terület alapján osztott nagyobb részekre. Forrásként természetesen Dórotheosz, mellette pedig thébai Héphaisztión jön számításba. Állítólag ez a munka már a kérdőasztrológia felé mutat.
- Apoteleszmatika (?) (Az égitestek hatásai) 770 körül Theophilosz birtokába jutott Rhétoriosz műve, és ezt használta fel fő forrásul ahhoz az ismeretlen című munkához, amelynek 30 fejezete nagyrészt egyetemes asztrológiai témájú, de amelyben kezdeményező, születési és kérdőasztrológiai jellegű részek is megtalálhatók.

## Hatása, utóélete
Gyaníthatóan Theophilosznak köszönhető, hogy Bizánc 7. és 8. századi kulturális hanyatlása idejében megőrizte a görög tudomány bizonyos eredményeit és műveit. A 790-es években tanítványa, Sztephanosz filozófus vitte vissza a csillagászatot és asztrológiát Bizáncba. Közvetlen munkatársaira, Másáalláhra, Omarra és azok követőire szintén óriási hatást gyakorolt, amely még idevágó kutatások híján nem mérhető fel kellőképpen.

## Kiadása
David Pingree tervezte Theophilosz műveinek kiadását, ezt azonban 2005-ben bekövetkezett halála meghiúsította.